# Elaine Miles
Elaine Miles (Pendleton, 7 aprile 1960) è un'attrice statunitense.

## Biografia
Nata a Pendleton da genitori di Cayuse/Nasi Forati, Miles ha vissuto fino all'età di tre anni nella riserva indiana Umatilla nell'Oregon orientale. La sua famiglia si trasferì poi a Renton, Washington, dove suo padre era un macchinista della Boeing. Nel 1995, Miles è stato candidata agli Screen Actors Guild Award come parte del cast della serie televisiva Un medico tra gli orsi.

## Filmografia parziale
- Un medico tra gli orsi (Northern Exposure) – serie TV (1990-1995)
- Una folle stagione d'amore (Mad Love), regia di Antonia Bird (1995)
- Pandora's Clock - La Terra è in pericolo (Pandora's Clock), regia di Eric Laneuville – miniserie TV (1996)
- Smoke Signals, regia di Chris Eyre (1998)
- Tortilla Heaven, regia di Judy Hecht Dumontet (2007)
- Il demone dei ghiacci (Wyvern), regia di Steven R. Monroe – film TV (2009)
- Juanita, regia di Clark Johnson (2019)
- The Last of Us – serie TV episodio 1x06 (2023)

## Doppiatrici italiane
Nelle versioni in italiano delle opere in cui ha recitato, Elaine Miles è stata doppiata da:
- Alessandra Cerruti in The Last of Us